# Алкей, Асылбек
Асылбек Алкей (род. 11 апреля 1983, Карасуский район, Кустанайская область) — казахстанский самбист и дзюдоист, бронзовый призёр чемпионата Казахстана по дзюдо 2011 года, серебряный (2012) и бронзовый (2007, 2009, 2011, 2014) призёр чемпионатов мира по самбо, серебряный (2015) и бронзовый (2012) призёр розыгрышей Кубка мира по самбо, победитель и призёр этапов Кубка мира по самбо, победитель и призёр международных турниров по самбо, мастер спорта международного класса Республики Казахстан. По самбо выступал в первой полусредней (до 68 кг) и второй полусредней (до 74 кг) весовых категориях. Проживает в городе Алма-Ата.

## Чемпионаты Казахстана
- Чемпионат Казахстана по дзюдо 2011 года — ;